# The Bones
Pour les articles homonymes, voir Bones (homonymie).
The Bones est un groupe suédois de punk rock, originaire de Karlskrona, fondé en 1996. Ses influences vont de Social Distortion à Devil Dogs, en passant par Johnny Cash. Le groupe compte au total six albums studio, dont un de reprises, avec des invités tels que Backyard Babies, Roger Miret and The Disasters, et The Street Dogs.

## Biographie
Le batteur Spooky Fred, le bassiste Andi Nero et le chanteur et guitariste Beef Bonanza se rencontrent en 1993 dans la ville de Karlskrona pendant des jam sessions. En 1996, ils sont rejoints par le chanteur et guitariste Marcus « Boner » Petersson, afin de compléter la formation. Leur premier EP auto-produit, en 1997, s'intitule The Horrorway et est vendu en quelques mois. En raison de son succès, le groupe signe au label I Used to Fuck People Like You In Prison Records, en 1999. Ils y publient un deuxième EP Six Feet Down, Two Fingers Up, l'année suivante, puis leur premier album studio Screwed, Blued, Tattooed en 2000. Suivent ensuite deux autres albums studio, Bigger than Jesus (2002) et Straight Flush Ghetto.
En 2006, ils apparaissent sur la compilation Partners In Crime EP Vol. 1, qui fait aussi participer des groupes comme Sick of It All, Crucified Barbara et Backyard Babies, avec une reprise de la chanson Home Sweet Hell. À la fin 2007 sort l'album Burnout Boulevard au label en major Century Media Records (la version vinyle étant publiée par People Like You), et est produit par Marcus Petersson. L'album comprend un total de quinze chansons. 
The Bones participe au film OTE sorti en 2010. Cette même année, le 23 avril, ils publient leur premier album live, Berlin Burnout, qui est très bien accueilli par la presse spécialisée allemande,,,. Deux ans plus tard, en 2012, The Bones publient l'album Monkeys with Guns. Ils apparaissent ensuite au festival Rockharz Open Air 2013.
En 2015 sort l'album Flash the Leather qui atteint les classements européens.

## Discographie

### Albums studio
- 2000 : Screwed, Blued and Tattooed (People Like You Records)
- 2002 : Bigger than Jesus (People Like You Records)
- 2004 : Straight Flush Ghetto (People Like You Records)
- 2007 : Burnout Boulevard (People Like You Records (LP) / Century Media Records (CD))
- 2010 : Berlin Burnout (album live ; People Like You Records)
- 2012 : Monkeys with Guns (People Like You Records)
- 2015 : Flash the Leather (People Like You Records)

### EP
- 1997 : The Horrorway EP
- The Rock n' Roll Race EP (People Like You Records)
- 1999 : Six Feet Down, Two Fingers Up (People Like You Records)
- 2006 : Partners in Crime Vol. 1 (People Like You Records)

### Singles
- 2004 : Do You Wanna… (People Like You Records)
- 2004 : It’s My Life (People Like You Records)